# Kirche von Stenkumla

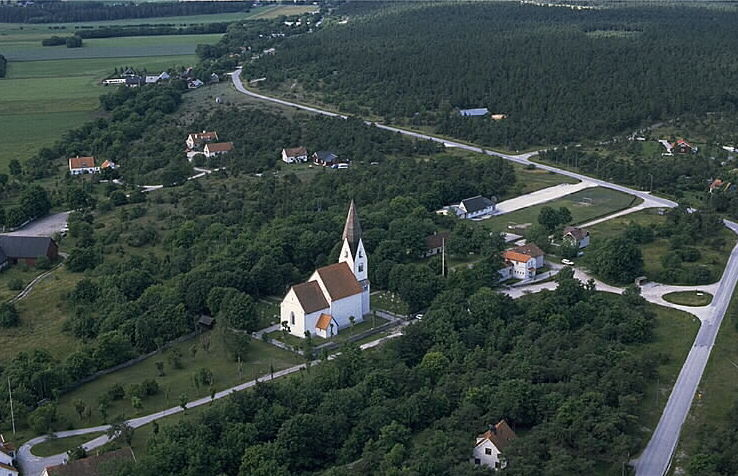
Stenkumla kyrka

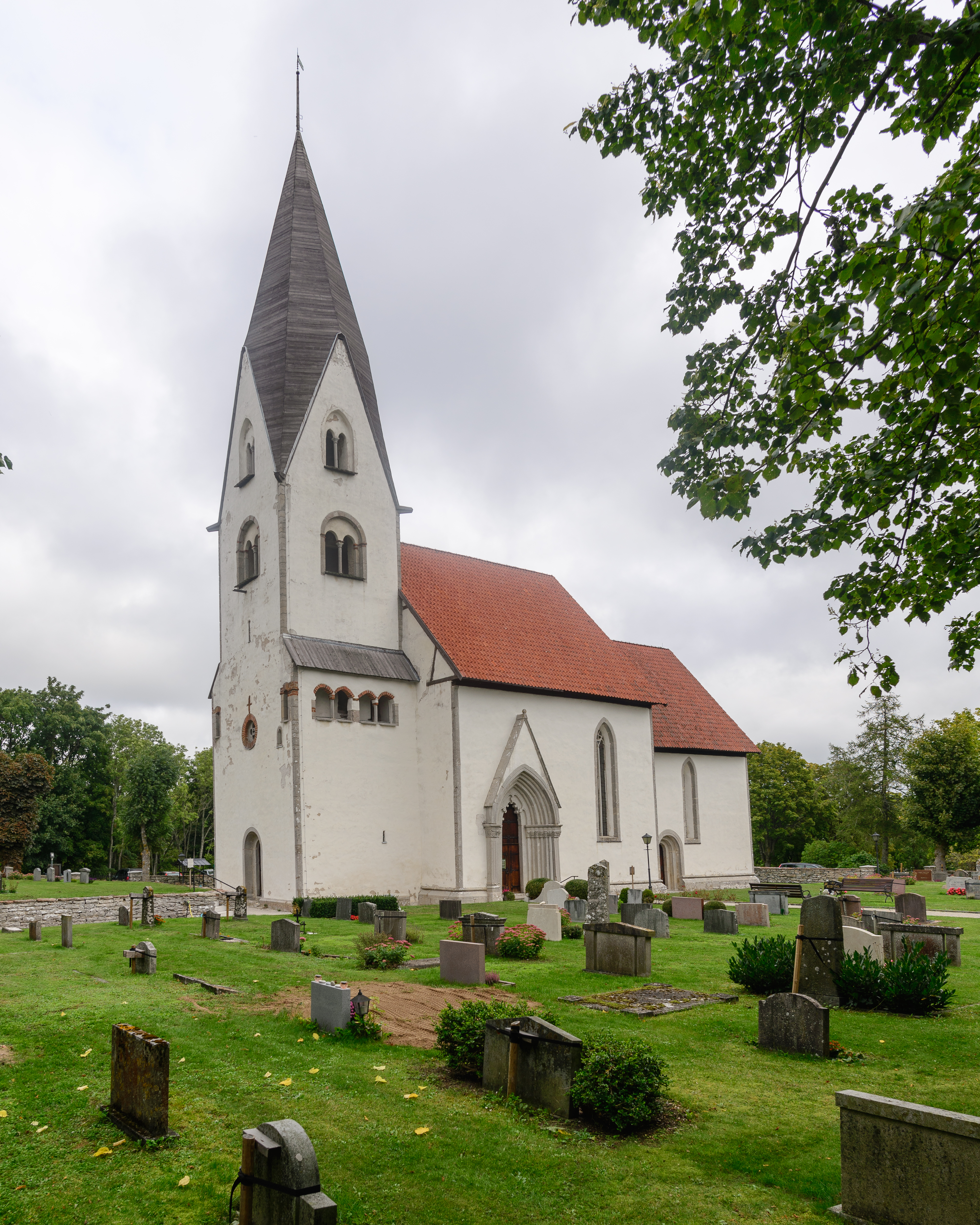
Stenkumla kyrka

Die Kirche von Stenkumla ist eine Landkirche, die zur Kirchengemeinde (schwedisch församling) Stenkumla gehört.  Sie liegt im Landesinnern der schwedischen Insel Gotland, 10 km südlich von Visby.
Auf dem Hügel in Stenkumla ist 1876 mit Konrad Petterson Lundqvist Tector die letzte öffentliche Hinrichtung in Schweden vollstreckt worden.  Er ist auf dem Friedhof der Kirche von Stenkumla begraben.

## Kirchengebäude
Die ursprüngliche Kirche war im 12. Jahrhundert gebaut worden. Am Anfang des 13. Jahrhunderts wurde jener Kirchturm errichtet, der zum heutigen Kirchengebäude gehört. Der heutige Chor stammt etwa von 1250. Die Kirche bekam ihre heutige Gestalt ungefähr um 1300, als das Langhaus gebaut wurde.  Gleichzeitig wurde der Turm erhöht und der Chor erhielt seine spitzbogigen Ostfenster. Wahrscheinlich kam damals auch die Sakristei dazu. Die Kalkmalereien im Chor stammen aus dem 13., die im Langhaus aus der Mitte des 15. Jahrhunderts. Sie wurden vom Passionsmeister ausgeführt.
Wahrscheinlich ist Sveno Petri Boetius, von 1659 bis 1675 Pastor in Stenkumla derjenige, der auf der alten Kirchenglocke der Tochterkirche von Västerhejde in einer verwitterten Inschrift erkennbar wird.

## Ausstattung
- Der Taufstein stammt aus dem 18. Jahrhundert.
- Das Triumphkreuz aus dem 12. Jahrhundert stammt aus der früheren Kirche.
- Der Opferstock ist aus dem 17. Jahrhundert.

## Bildgalerie

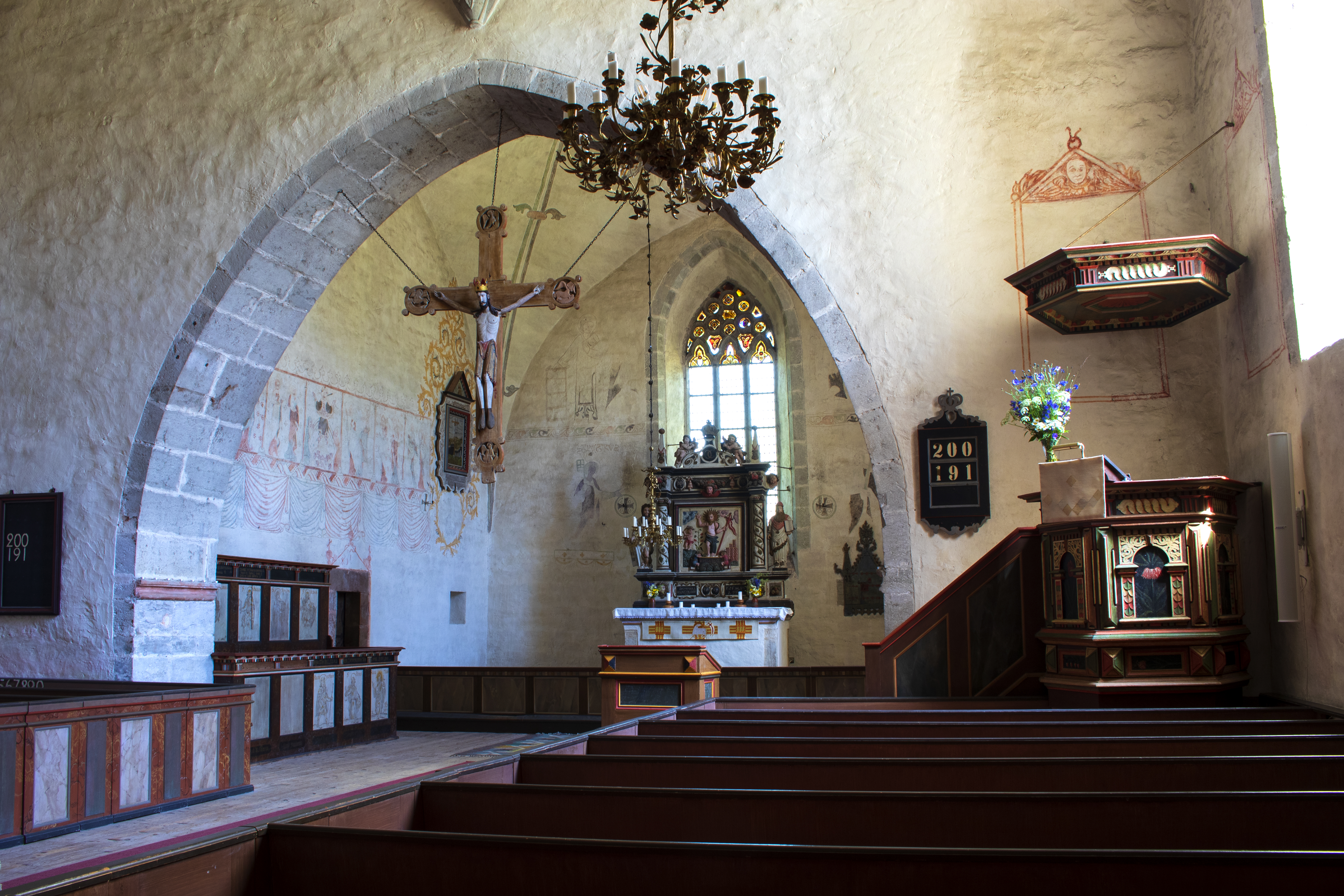
Innenausstattung
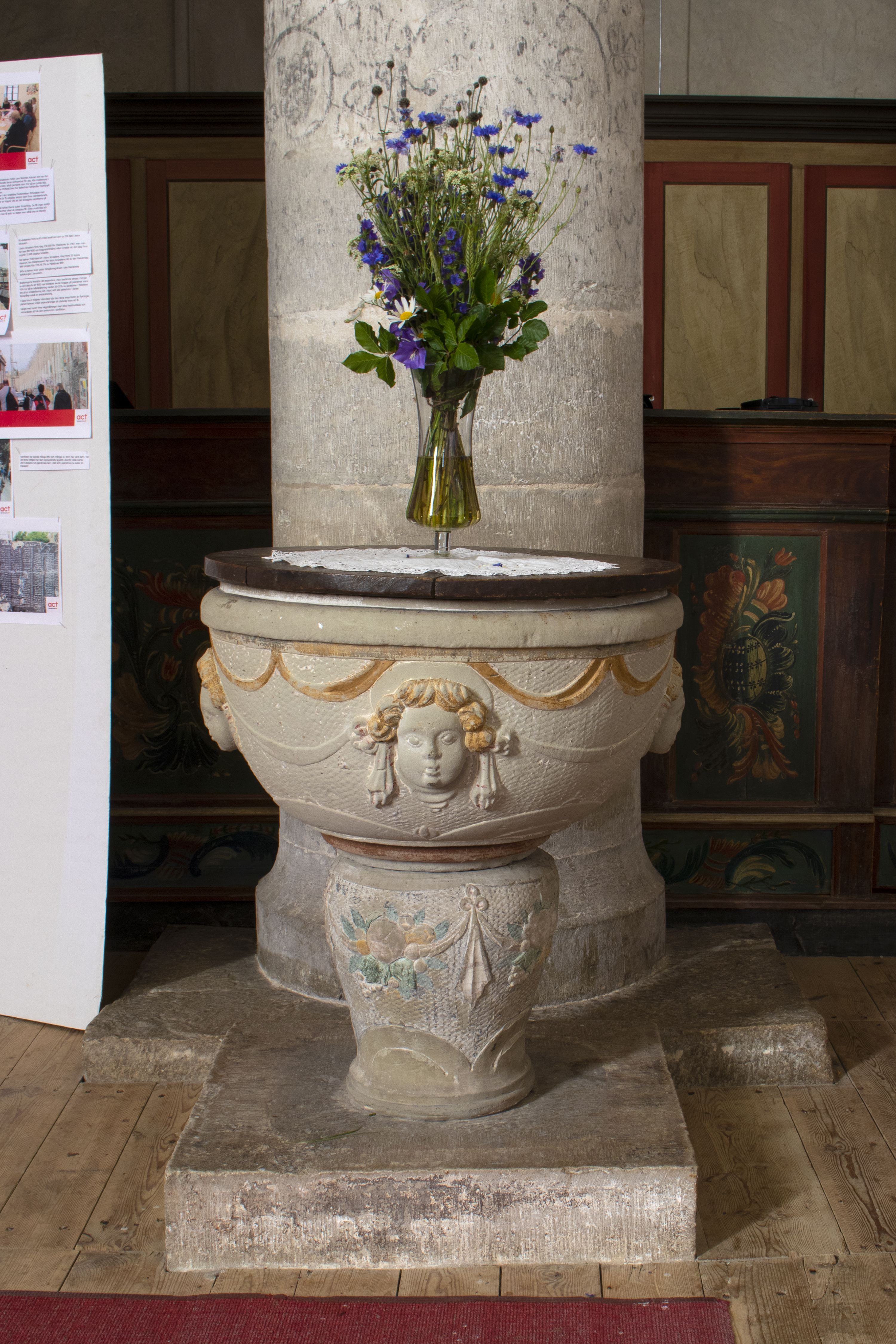
Taufstein aus dem 18. Jahrhundert
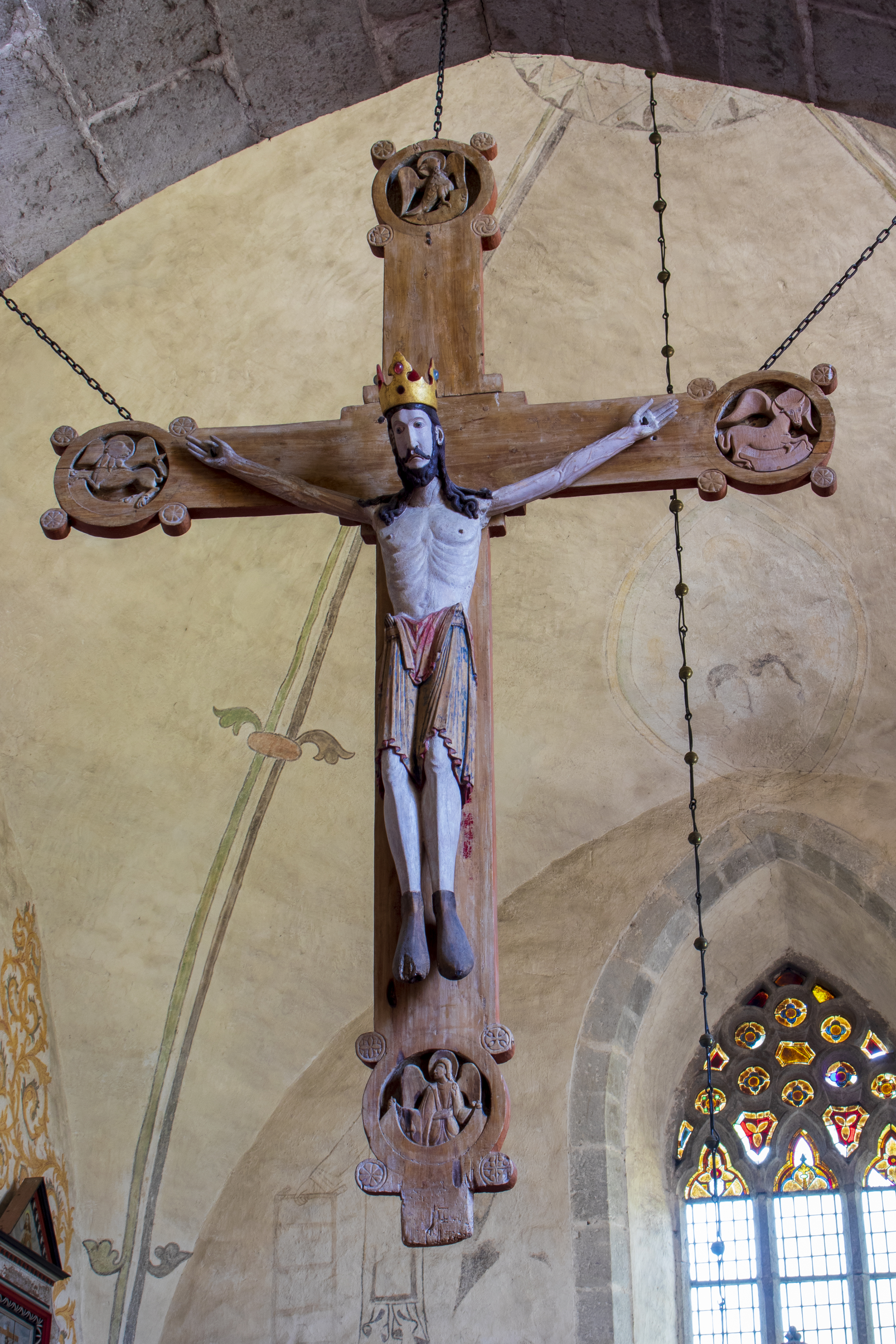
Das 800 Jahre alte Triumphkreuz
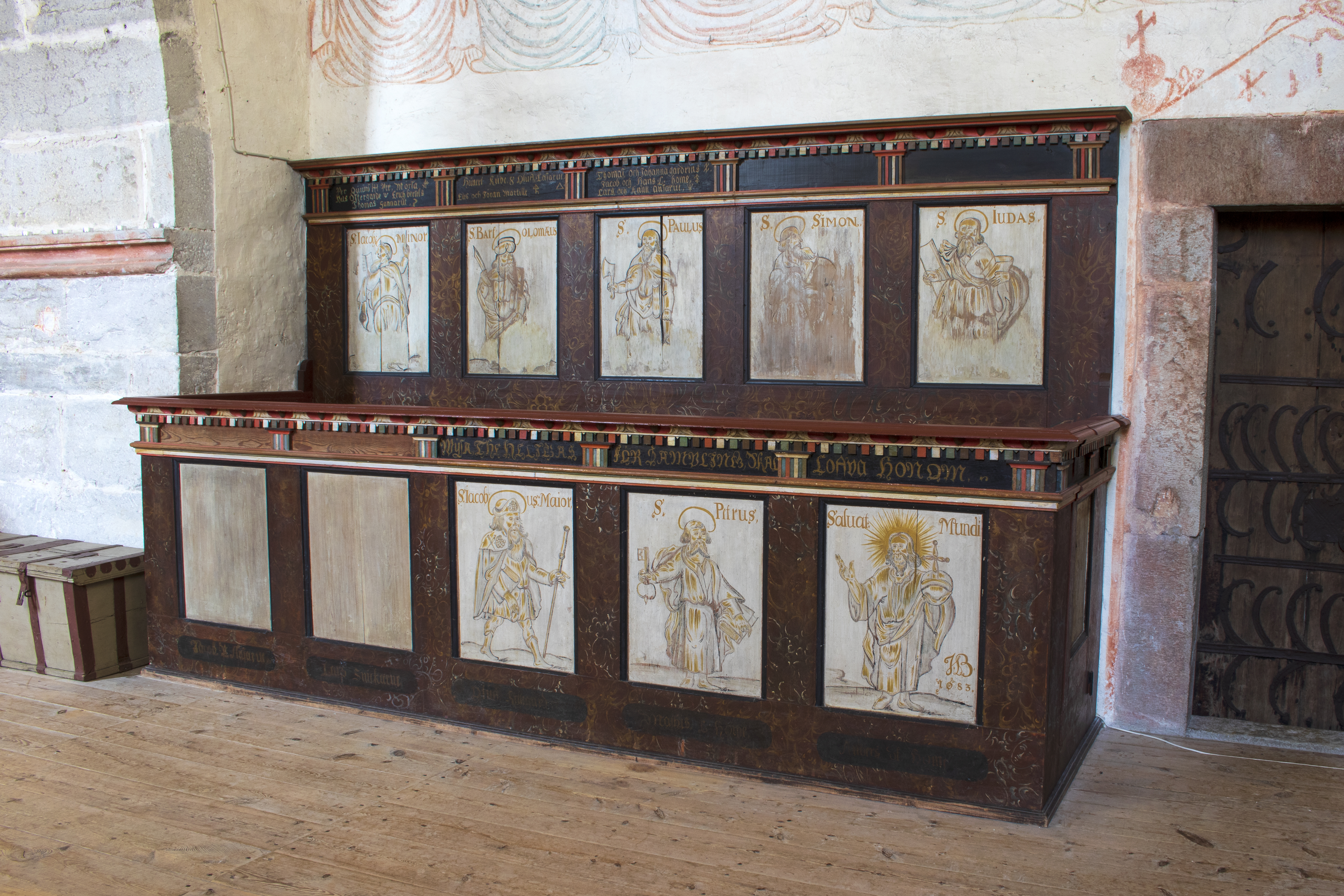
Chorgestühl
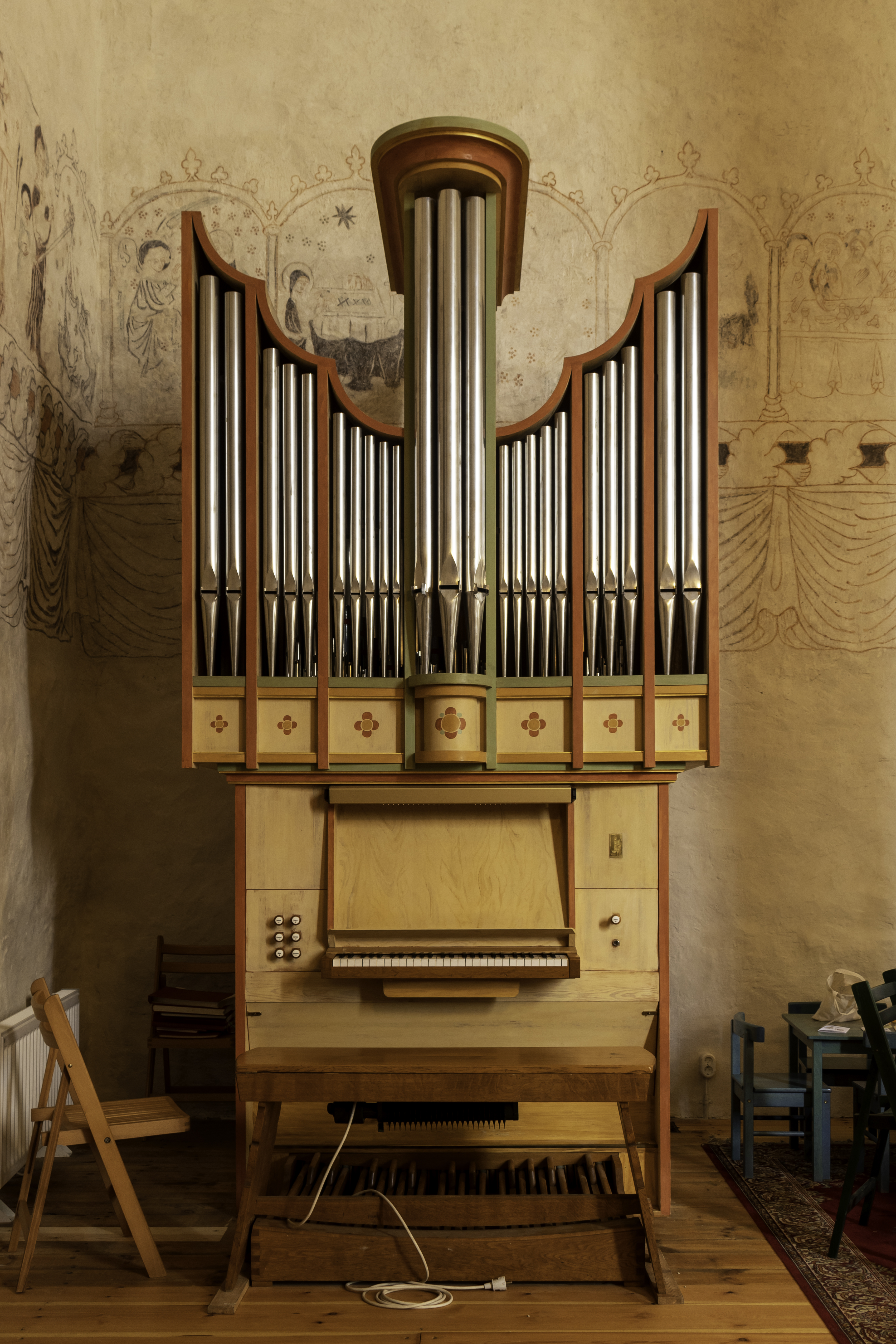
Orgel
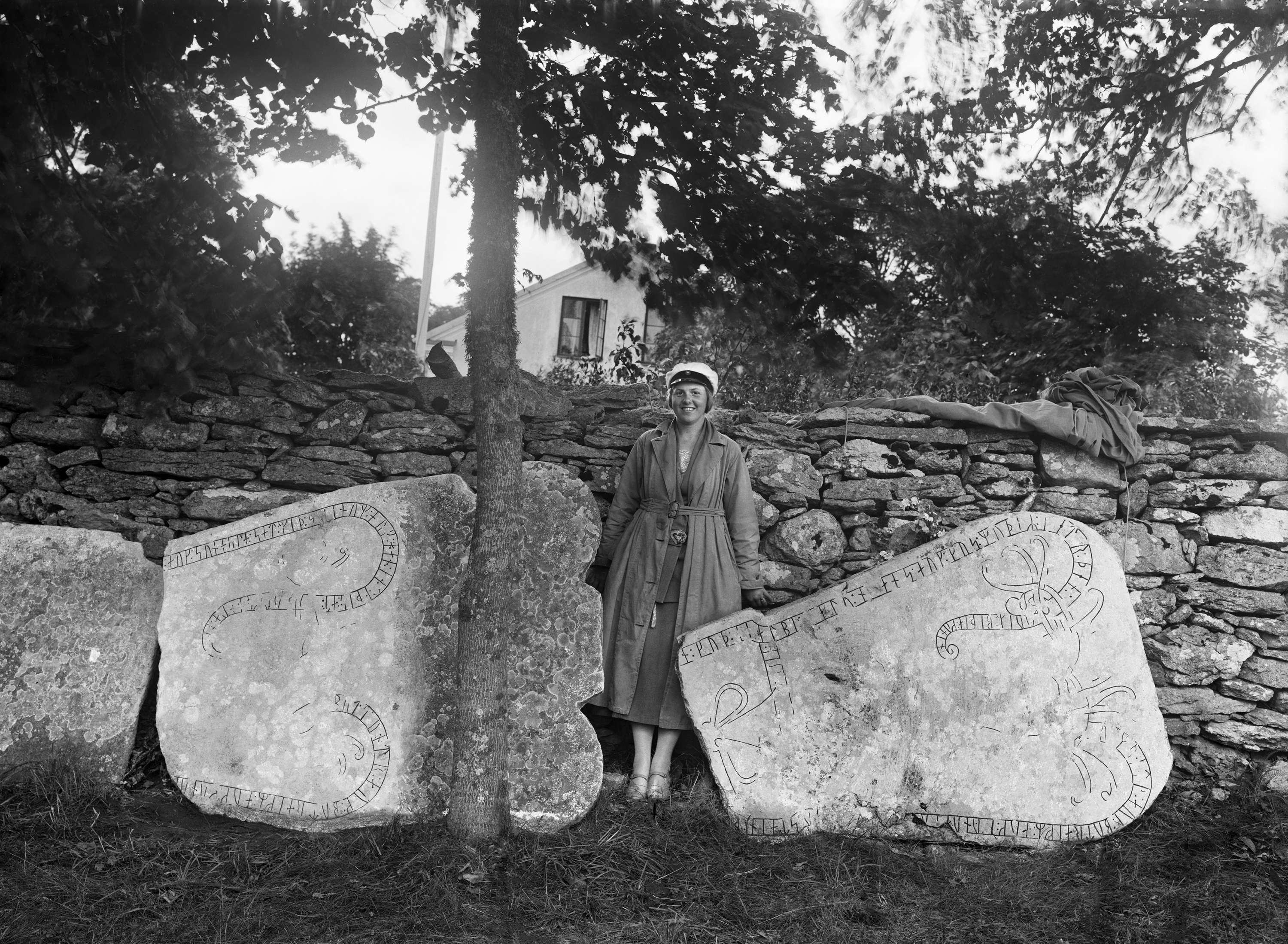
Runensteine an der Kirche 1923